# Plurale dei sostantivi e degli aggettivi in italiano
Il plurale dei sostantivi nella lingua italiana differisce per formazione da quello di diverse altre lingue europee: se in spagnolo e in inglese si aggiunge una s al sostantivo, in italiano si cambiano le desinenze. Albero al singolare diventa quindi alberi al plurale: con il cambiamento da o in i la lunghezza del nome resta invariata. 
Analoghe regole valgono per sostantivi ed aggettivi.

## Desinenze
Le principali desinenze dei nomi italiani sono le seguenti:
| genere    | desinenza singolare | desinenza plurale |
| --------- | ------------------- | ----------------- |
| maschile  | -o (gelato)         | -i (gelati)       |
| femminile | -a (oliva)          | -e (olive)        |
| maschile  | -e (pesce)          | -i (pesci)        |
| femminile | -e (noce)           | -i (noci)         |

Abbiamo inoltre, meno frequenti, le desinenze:
| genere    | desinenza singolare | desinenza plurale |
| --------- | ------------------- | ----------------- |
| maschile  | -a (problema)       | -i (problemi)     |
| maschile  | -i (l'alibi)        | -i (gli alibi)    |
| femminile | -i (l'oasi)         | -i (le oasi)      |

## Casi particolari
Una caratteristica della lingua italiana è la complessità nella formazione del plurale del nome.
Esistono infatti diversi casi particolari di formazione del plurale, di cui si riportano i principali (che corrispondono alla grande maggioranza sia dei sostantivi, sia degli aggettivi che presentano un comportamento deviante):
- I sostantivi che terminano per -io non formano un gruppo omogeneo. Se la i è accentata, il morfema -o viene semplicemente sostituito da -i, per cui si avrà: lo zìo, gli zìi. Se l'accento cade altrove, la forma al plurale si scriverà con una sola i: l'armadio, gli armadi. In altre parole, il numero di sillabe che compone il sostantivo dovrà restare invariato. In passato vigeva la regola di mettere una i con accento circonflesso, oppure una doppia i, nei casi in cui il plurale di sostantivi terminanti in -io portassero ad ambiguità. Per esempio: principe diventa principi; principio può diventare, per chiarezza, principii o principî (la prima forma però è sconsigliabile perché suggerisce una doppia i che nella pronuncia non c'è). Comunque, al giorno d'oggi questa forma è obsoleta. Per distinguere tra il plurale di principio quello di principe, al più si usa segnare l'accento tonico: princìpi e prìncipi; normalmente si ritiene superflua questa attenzione, dato che solitamente il contesto in cui queste parole si trovano impedisce quasi sempre situazioni di ambiguità. (v. Plurale delle parole in -io)
- Le parole in -cio e -gio formano il plurale in -ci  e -gi  (laccio, lacci).
- Le parole in -co  e -go  hanno il plurale in -ci  e -gi  oppure in -chi e -ghi in funzione di diversi fattori, fra i quali il più importante è la posizione dell'accento. Se la parola ha l'accento sulla penultima sillaba, come la maggior parte dei sostantivi italiani, si avrà il più delle volte -chi e -ghi: sacco, sacchi, lago, laghi. In caso contrario, il plurale è di solito in -ci e -gi: medico, medici, psicologo, psicologi. Restano in ogni caso diverse eccezioni (es. amico, amici). Spesso si usa spiegare, ma solo a titolo di ricetta, che i nomi di persone hanno normalmente il plurale in -ci e -gi, e gli altri (nomi di cosa ed animale) in -chi e -ghi. (v. Plurale delle parole in -co e -go)
- Le parole in -cia, -gia formano il plurale mantenendo la 'i' se l'ultima lettera prima della desinenza è una vocale (la camicia, le camicie), e perdendola se è una consonante (la frangia, le frange; la roccia, le rocce). La regola ha validità solo per la -i- non accentata. Nel caso di parole come allergìa, è chiaro che la i sarà conservata: allergìe. Fra le eccezioni principali, ricordiamo ciliegia e valigia, per le quali sono diffuse e accettate entrambe le forme[1] (anche se le varianti conformi alla regola sono di gran lunga più frequenti[2][3][4][5]; studiosi conservatori preferiscono attenersi a criteri di natura etimologica).(v. Plurale delle parole in -cia e -gia)
- Le parole in -cie, -gie o -glie sono variabili al plurale (la superficie, le superfici o equivalentemente le superficie (il che rende la parola sovrabbondante (vedi sotto)); l'effigie, le effigi; la moglie, le mogli), con l'eccezione di specie (le specie).
- Le parole maschili astratte che terminano per -ma, e le parole maschili concrete che terminano per -ta (generalmente termini di origine greca) formano il plurale in -i: il problema, i problemi; il poeta, i poeti. Altre parole, concrete e di diversa origine, che terminano per -a restano invariate: boa; boia; gorilla.
- Le parole che finiscono per -ista sono sia maschili che femminili: il turista, la turista; le forme del plurale sono però diverse a seconda del genere: i turisti, le turiste
- La coppia uomo, uomini si distingue da altre per la variazione del numero di sillabe. Il fenomeno si spiega col fatto che il modello seguito per la declinazione di homo in latino è quello del nominativo (homo, homines), mentre parole dalla declinazione analoga (virgo, libido...) hanno seguito l'accusativo (virginem/s: vergine/i); altre, spesso latinismi, sono addirittura invariabili (virago).
- Le parole femminili in -o, generalmente abbreviazioni, restano invariabili: la radio, le radio (corrisponde a radiotrasmettitrice, radiotrasmettitrici); similmente: la moto, le moto. Fanno eccezione la mano, le mani, l'eco, gli echi (quest'ultima voce cambia addirittura di genere).
- I sostantivi che indicano le parti del corpo non seguono regole precise.
  - Molti hanno una forma maschile al singolare ed una forma femminile al plurale: il braccio, le braccia. Similmente: il ginocchio, il dito, il labbro, il ciglio; appartiene a questa categoria il sostantivo uovo. In questi casi, è possibile che esista anche una forma plurale maschile i bracci che però non indica la parte del corpo in sé (i bracci di una croce; i cigli delle strade).
  - Oppure, nel caso del sostantivo osso, la forma plurale femminile (le ossa) si riferisce ad un insieme specifico di una parte del corpo (le ossa del cranio, le ossa di una gamba), mentre la forma plurale maschile (gli ossi) si riferisce a gruppi non appartenenti ad una sezione specifica del corpo (la clavicola e il femore sono due ossi).
  - Per il sostantivo orecchio esiste anche una forma femminile: orecchia; mentre al singolare si usa soprattutto quella maschile, al plurale si preferisce quella femminile (le orecchie).
  - Buona parte dei nomi che indicano le parti del corpo prevedono solo forme regolari: il gomito, i gomiti; la fronte, le fronti.
  - Costituiscono un caso a parte i sostantivi arma (le armi) ed ala (le ali).
- Anche alcune parole non indicanti parti del corpo sono sovrabbondanti, ossia hanno più di un plurale (per esempio legno, che al plurale fa legna quando riferito a un quantitativo di legname, legni se s'intendono gli strumenti orchestrali); un sostantivo (pomodoro) ha addirittura tre possibili plurali: pomidoro, pomidori e pomodori (quest'ultimo è oggigiorno di gran lunga il più usato).
- Vi sono delle parole con due forme plurali: maschile e femminile. In tal caso, ai diversi generi corrisponderà in genere un diverso significato: Braccio: «i bracci» (del mare, del fiume, di una croce), «le braccia» (del corpo). Si tratta di un caso abbastanza diffuso (v. Plurali sovrabbondanti).
- Alcune forme sono difettive, vale a dire dispongono di una sola forma basilare (anche se è possibile, in determinati casi, riscontrare anche l'altra forma): i pantaloni, gli occhiali, la peste, il ferro.
- Le parole provenienti da altre lingue, se non italianizzate, sono generalmente invariabili; il numero è indicato quindi dall'articolo (il film, i film; il computer, i computer). Questo vale anche quando la forma base usata è al plurale.
- Sono invariabili in italiano i sostantivi che terminano in vocale accentata (la virtù, le virtù; il re, i re), i sostantivi (quasi tutti di origine straniera) che terminano in consonante (l'hotel, gli hotel), i sostantivi che al singolare terminano in -i (il bikini, i bikini; la crisi, le crisi).

In casi singoli può essere d'aiuto l'uso del dizionario.

## Plurale degli aggettivi
Valgono regole del tutto analoghe, anche se con minore varietà di forme, per la formazione del plurale nell'aggettivo.